# Gennadi Krasnitski (voetballer)
Gennadi Krasnitski (Russisch:  Геннадий Александрович Красницкий) (Tasjkent, 27 augustus 1940 - Koergan-Tjoebe, 12 juni 1988) was een voetballer en trainer uit de Sovjet-Unie van Oezbeekse afkomst. Hij pleegde op 47-jarige leeftijd zelfmoord door uit een raam te springen.

## Biografie
Krasnitski speelde zijn hele carrière bij Pachtakor Tasjkent, de Oezbeekse topclub ten tijde van de Sovjetcompetitie. In 1960 speelde deze club voor het eerst in de hoogste klasse. Krasnitski werd al snel publiekslieveling en droeg bij aan het behoud van de club, al degradeerden ze wel voor één seizoen in 1963. In 1968 speelde hij met de club de finale van de beker tegen Torpedo Moskou. Hij scoorde 102 keer voor de club en is daarmee topschutter aller tijden voor Pachtakor. Ook was hij de eerste Oezbeekse speler in de Sovjet-Unie die meer dan 100 goals maakte.
Hij speelde drie wedstrijden voor het nationale elftal en maakte zijn debuut op 21 mei 1961 in een vriendschappelijke wedstrijd tegen Polen.